# Cattedrale di Nanterre

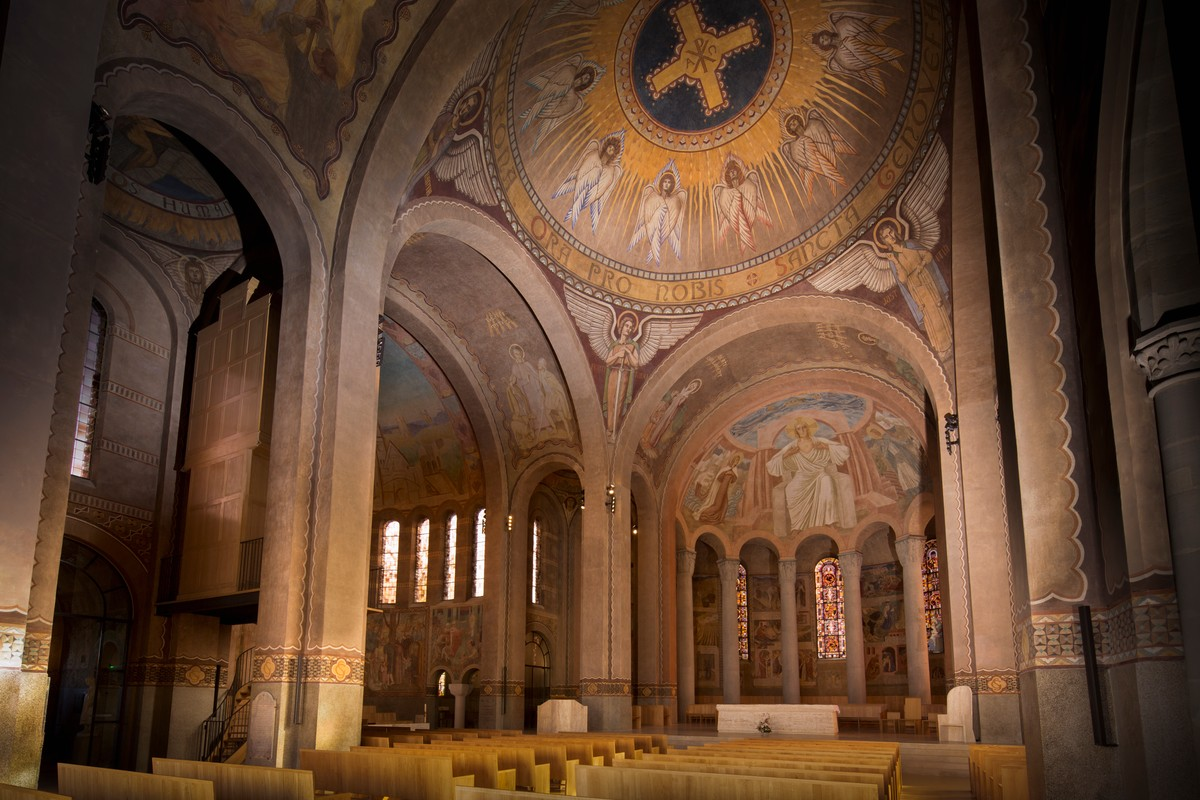
Interno

La cattedrale dei Santi Genoveffa e Maurizio (in francese: cathédrale Sainte-Geneviève-et-Saint-Maurice) è il principale luogo di culto cattolico di Nanterre, nel dipartimento degli Hauts-de-Seine della regione dell'Île-de-France, chiesa madre dell'omonima diocesi, suffraganea dell'arcidiocesi di Parigi, e sede di parrocchia.

## Storia
L'edificio attuale venne costruito in stile neoromanico tra il 1924 e il 1937 su progetto di Georges Pradelle e Yves-Marie Froidevaux in sostituzione dell'antica chiesa parrocchiale di Nanterre, dedicata a san Maurizio e riedificata a partire dal 1494 dopo che quella precedente, risalente al XIV secolo, era andata distrutta nel 1411 durante la guerra dei cent'anni; annessa era la cappella di Santa Genoveffa, sorta nell'XI secolo su quella che la tradizione indicava come l'abitazione dei genitori della santa, e meta di pellegrinaggio per un pozzo dalle acque ritenute miracolose.
La prima fase di costruzione del nuovo edificio (1924-1928) riguardò il transetto, mentre la seconda (1934-1937) l'abside con la sottostante cripta; la morte nel 1943 del parroco e promotore dell'iniziativa, Jules Froidevaux, nonché la seconda guerra mondiale bloccarono i lavori, e la navata dell'antica parrocchiale con la sua facciata secentesca furono demolite soltanto nel 1972; due anni dopo venne completata la chiesa attuale 1974 che nel frattempo, con l'erezione nel 1966 della diocesi di Nanterre, era stata elevata a cattedrale.
Il campanile del XIV secolo, appartenente alla chiesa precedente, è monumento storico di Francia dal 1975, mentre l'intero edificio lo è dal 2010.
Tra il 2012 e il 2013 la cattedrale è stata oggetto di un importante restauro conservativo.

## Descrizione
La cattedrale presenta una pianta cruciforme, con una breve navata di due campate (quella prevista dal progetto originario, corrispondente alla terza campagna di lavori di costruzione, non venne mai realizzata) e due absidi, l'una in corrispondenza della testata sinistra del transetto, l'altra, dotata di deambulatorio, sul lato della crociera opposto all'ingresso. I quattro bracci sono messi in comunicazione fra di loro da ambulacri.
Al centro della semplice facciata, a salienti, si apre un'ampia arcata a tutto sesto chiusa dal grande portale in metallo e vetro disegnato da Pierre Sabatier, incentrata sulla tematica del roveto ardente (1974). La torre campanaria gotica, sormontata da una cuspide triangolare, ospita un concerto di quattro campane.
Gran parte della superficie muraria interna venne affrescata da Paul Baudoüin con i suoi allievi tra il 1926 e il 1937 con le Beatitudini (navata), Parabole evangeliche (deambulatorio), Scene della vita di santa Genoveffa (transetto di sinistra), Scene della vita della Madonna (transetto di destra) e Scene della vita di san Maurizio (cappella di San Maurizio); l'affresco del catino dell'abside principale, con il Sacro Cuore di Gesù tra le sante Genoveffa e Giovanna d'Arco, è di Léon Toublanc; la grande vetrata policroma del transetto di destra venne realizzata da Paul Buffet. I moderni arredi in travertino del presbiterio, nonché le panche in legno, furono eseguiti su disegno di Jean-Marie Duthilleul nel 2013 (l'altare maggiore è frutto di un riadattamento di quello originario del 1930). Fra le opere conservate nell'edificio, vi è la statua policroma di Notre-Dame-des-Champs (XIV secolo), proveniente dal monastero carmelitano dell'Incarnazione di Parigi.
L'organo a canne venne costruito nel 1974 dalla ditta Benoît-Sarélot e restaurato nel 2013 da Pierre-Yves Le Blé; in tale occasione, è stato spostato dalla sua collocazione originaria, a pavimento al centro dell'abside del transetto, a quella attuale, su cantoria appositamente costruita nell'ambulacro nord-occidentale; a trasmissione meccanica, dispone di 23 registri su due manuali e pedale.

## Galleria d'immagini

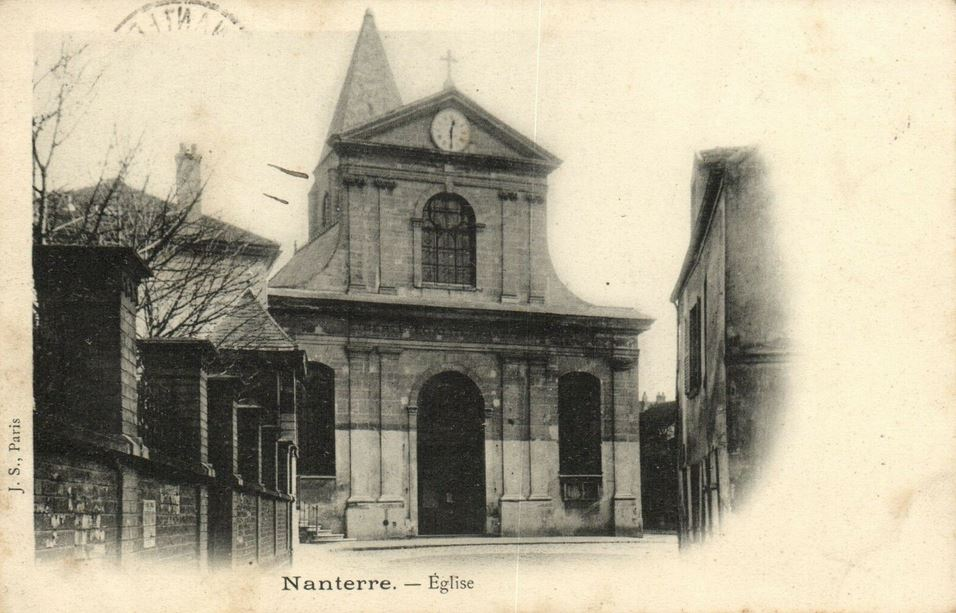
La facciata secentesca
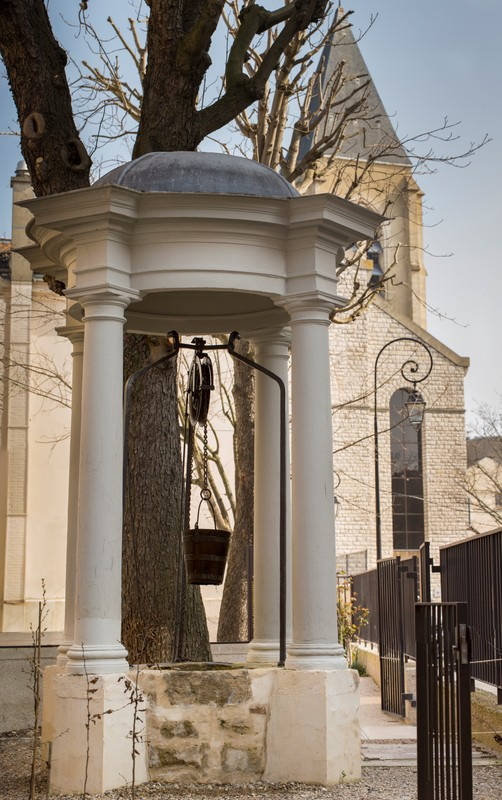
Il pozzo di santa Genoveffa
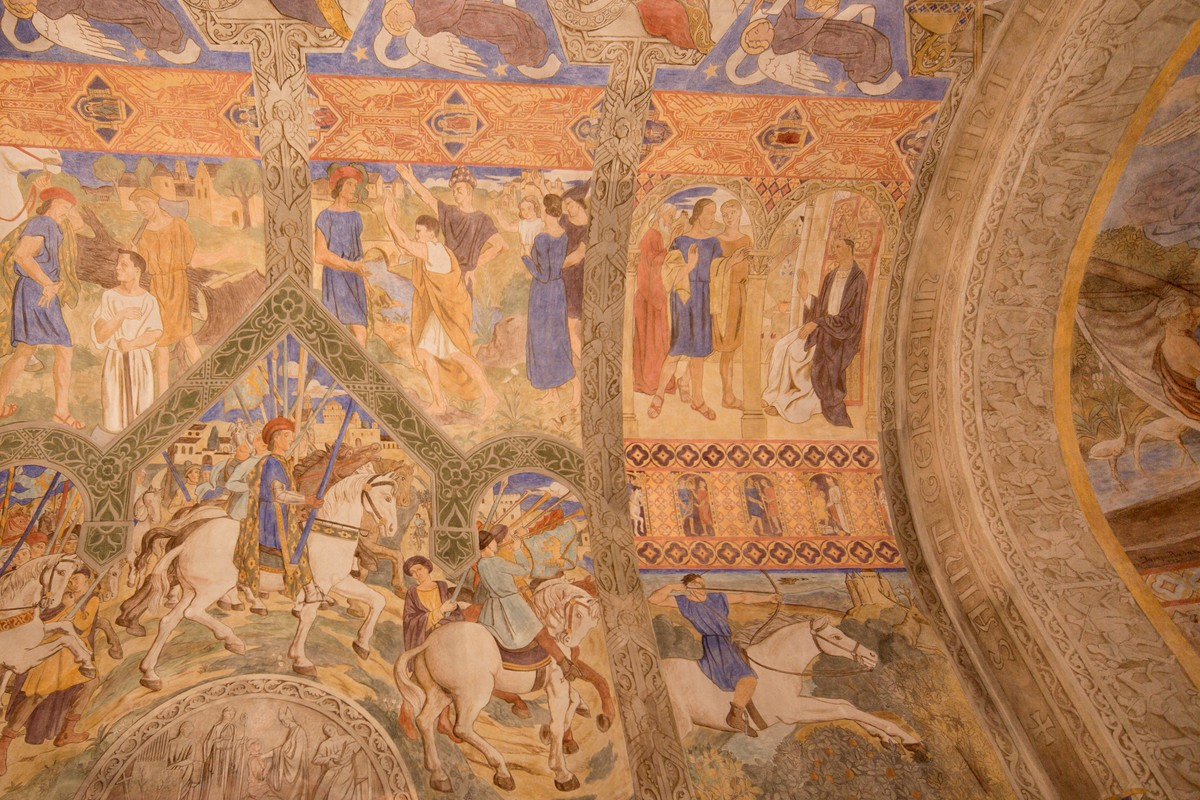
Particolare degli affreschi
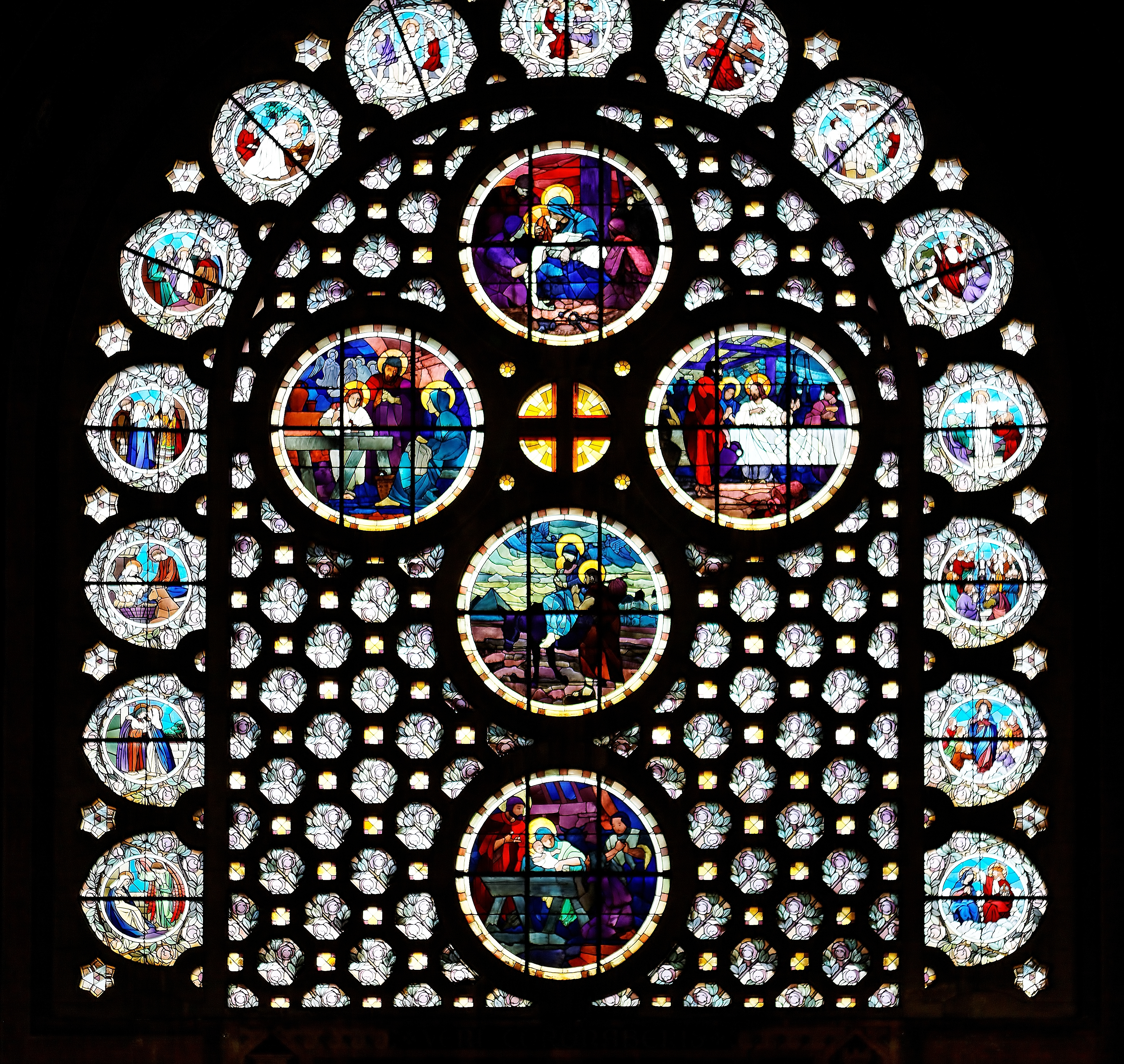
Vetrata policroma di Paul Buffet
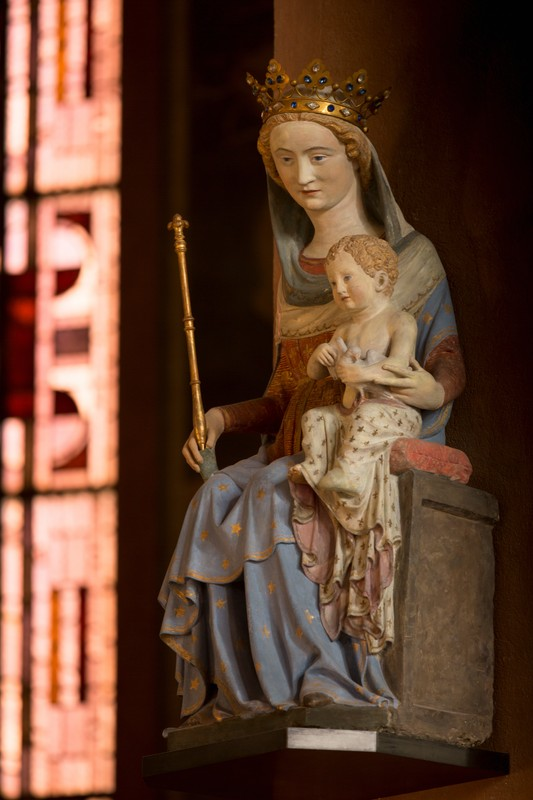
Notre-Dame-des-Champs
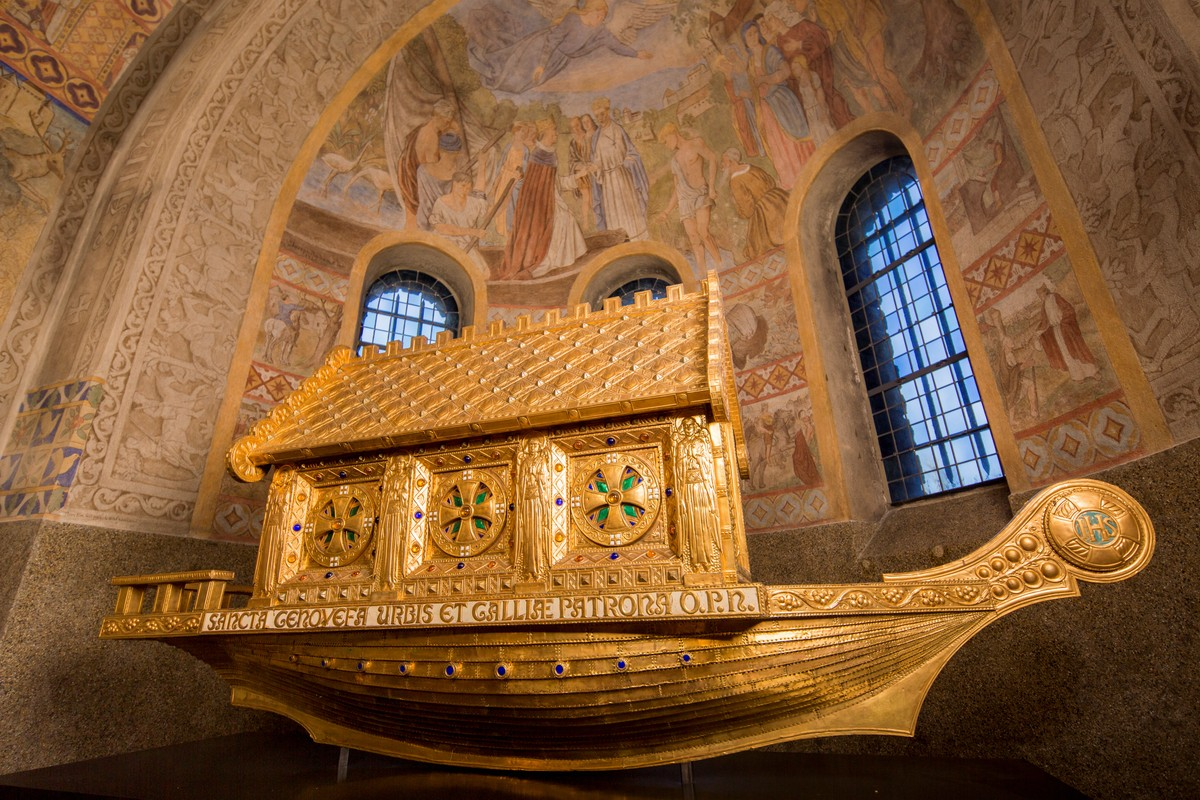
Reliquiario di santa Genoveffa
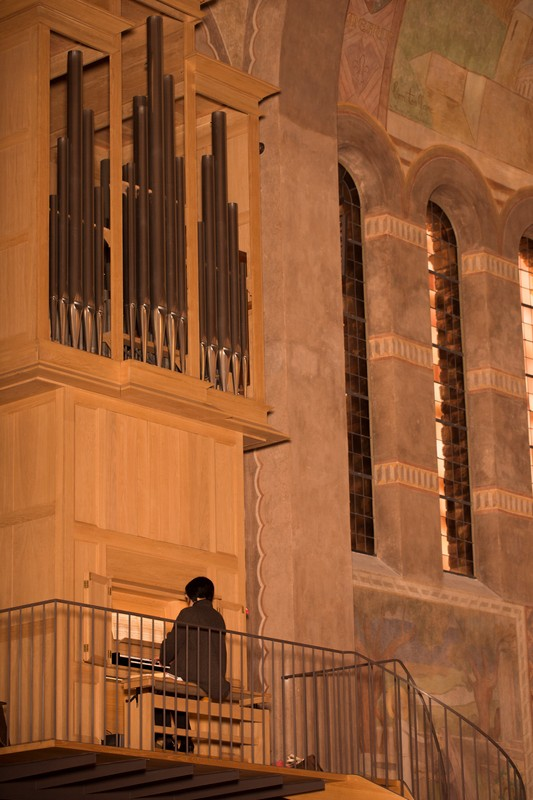
Organo a canne